# ميكي ماركوس
ديفيد دانييل «ميكي» ماركوس (بالإنجليزية: David Daniel "Mickey" Marcus)‏، من مواليد 22 فبراير سنة 1901م، كان ضابطا أمريكيا برتبة النقيب من أصل يهودي ,وكان أول عسكري أمريكي يشارك الحرب مع ميليشيا هاجاناه الإرهابي، عندما نشبت بداية الصراع العربي الإسرائيلي عام 1948م، بعد عدة أيام من إعلان دولة إسرائيل على أرض فلسطين.
قتل ميكي ماركوس على يد أحد الجنود الإسرائيليين عن طريق الخطأ سنة 1948م، ونقل جثمانه إلى الوطن الأم، حيث دفن في الأكاديمية الحربية الأمريكية، وقد قيل بأن سبب مقتل ميكي ماركوس، يعود إلى نيران صديقة، وكان ذلك قبل انهاء الحرب.
عرض فيلم في الستينيات بأسم «في ظل العمالقة» سنة 1966م، صور الفيلم البطل الأمريكي عندما شارك في الحرب ضد النازية بفرنسا ومن ثم ساعد الإسرائيليين في الحرب لحماية الكيان الإسرائيلي.

## وصلات خارجية
- "West Point Rites Honor Hero Commissioner/Col. 'Mickey' Marcus" (1999)
- "A Hero in Both America and Israel"
- Cast a Giant Shadow — features an all-star cast, including John Wayne, Yul Brynner, and Kirk Douglas as General Marcus (1966)
- "The Road to Jerusalem" — retracing the costly 1947–1948 battles to keep open the road to Jerusalem
- Cast a Giant Shadow with Dr. (Rev.) Miles Bateman, Ph.D, USAF (Retired) على يوتيوب testimony on YouTube.
- مقال عن ميكي ماركوس باللغة الإنجليزية، يؤكد أن عسكريا إسرائيليا قتل ميكي ماركوس بالخطأ